# Campeonato Europeo de Biatlón de 2001
El VIII Campeonato Europeo de Biatlón se celebró en la región alpina de Haute-Maurienne (Francia) entre el 23 y el 28 de enero de 2001 bajo la organización de la Unión Internacional de Biatlón (IBU).

## Resultados

### Masculino
| Evento                      | Oro                                                                                        | Plata                                                                                      | Bronce                                                                              |
| --------------------------- | ------------------------------------------------------------------------------------------ | ------------------------------------------------------------------------------------------ | ----------------------------------------------------------------------------------- |
| 10 km velocidad (27.01)     | Vincent Defrasne Francia 28:35,5                                                           | Wiesław Ziemianin · Polonia · 28:48,0                                                      | Viacheslav Derkach · Ucrania · 28:58,7                                              |
| 20 km individual (24.01)    | Günther Beck · Austria · 58:10,3                                                           | Andreas Stitzl · Alemania · 58:39,8                                                        | Gaël Poirée Francia 59:17,2                                                         |
| 12,5 km persecución (28.01) | Vincent Defrasne Francia 37:13,1                                                           | Michael Greis · Alemania · 37:17,9                                                         | Wiesław Ziemianin · Polonia · 37:37,6                                               |
| Relevos 4 × 7,5 km (25.01)  | Alemania · Jörn Wollschläger · Andreas Stitzl · Michael Greis · Alexander Wolf · 1:24:24,1 | Polonia · Wiesław Ziemianin · Wojciech Kozub · Krzysztof Topór · Tomasz Sikora · 1:26:38,2 | Italia · Theo Senoner · Sergio Bonaldi · Helmuth Messner · Ivan Romanin · 1:26:42,1 |

### Femenino
| Evento                     | Oro                                                                                  | Plata                                                                                  | Bronce                                                                                    |
| -------------------------- | ------------------------------------------------------------------------------------ | -------------------------------------------------------------------------------------- | ----------------------------------------------------------------------------------------- |
| 7,5 km velocidad (27.01)   | Katja Beer · Alemania · 25:18,5                                                      | Simone Denkinger · Alemania · 25:51,0                                                  | Olga Nazarova · Bielorrusia · 25:57,1                                                     |
| 15 km individual (24.01)   | Oxana Yakovlieva · Ucrania · 50:23,8                                                 | Christelle Gros Francia 50:56,9                                                        | Iva Karaguiozova Bulgaria 51:04,1                                                         |
| 10 km persecución (28.01)  | Katja Beer · Alemania · 33:55,8                                                      | Liliya Yefremova · Rusia · 34:11,0                                                     | Sabine Flatscher · Alemania · 34:24,1                                                     |
| Relevos 4 × 7,5 km (25.01) | Alemania · Katja Beer · Simone Denkinger · Sabine Flatscher · Ina Menzel · 1:40:06,5 | Rusia · Olga Zaitseva · Liliya Yefremova · Natalia Sokolova · Olga Romasko · 1:40:24,1 | Ucrania · Iryna Merkushina · Oxana Yakovlieva · Oxana Jvostenko · Nina Lemesh · 1:40:52,4 |

## Medallero
| Núm. | País        | Oro | Plata | Bronce | Total |
| ---- | ----------- | --- | ----- | ------ | ----- |
| 1    | Alemania    | 4   | 3     | 1      | 8     |
| 2    | Francia     | 2   | 1     | 1      | 4     |
| 3    | Ucrania     | 1   | 0     | 2      | 3     |
| 4    | Austria     | 1   | 0     | 0      | 1     |
| 5    | Polonia     | 0   | 2     | 1      | 3     |
| 6    | Rusia       | 0   | 2     | 0      | 2     |
| 7    | Bielorrusia | 0   | 0     | 1      | 1     |
| 7    | Bulgaria    | 0   | 0     | 1      | 1     |
| 7    | Italia      | 0   | 0     | 1      | 1     |
|      | TOTAL       | 8   | 8     | 8      | 24    |